# 풍이속
풍이속(Pseudotorynorrhina)은 꽃무지과의 한 속이다. 풍이를 포함한 4종이 알려져 있다.